# Gamberale
Gamberale község (comune) Olaszország Abruzzo régiójában, Chieti megyében.

## Fekvése
A megye délkeleti részén fekszik. Határai: Ateleta, Castel del Giudice, Montenerodomo, Palena, Pizzoferrato és Sant’Angelo del Pesco.

## Története
Első írásos említése a 12. századból származik. A következő századokban nemesi birtok volt. Önállóságát a 19. század elején nyerte el, amikor a Nápolyi Királyságban felszámolták a feudalizmust.

## Népessége
A népesség számának alakulása:

## Főbb látnivalói
- Castello (középkori vár)
- San Lorenzo Martire-templom
- Sant’Antonio-templom